# Natalie Van Den Adel
Natalie Van Den Adel, née le 25 octobre 1990 à Dordrecht, Pays-Bas, est une basketteuse néerlandaise. Sa sœur Lisa Van Den Adel, d'un an son année, est également internationale néerlandaise.

## Biographie
Elle joue la saison 2008/2009 en NCAA pour l'Université du Colorado pour 7 points et 3 rebonds de moyenne. En provenance du club de CBV Binnenland (nl) (Pays-Bas), cette arrière-ailière tournait à 20 points (64,4% à 2-pts, 43,8% à 3-pts), 5 passes décisives, 4,3 rebonds et 2,6 interceptions de moyenne pour 21,3 d’évaluation en sept rencontres de championnat néerlandais, elle signe en Anjou pour remplacer la tricolore Soana Lucet. Non conservée pour la saison suivante, elle est remplacée par la Française Amélie Pochet et signe pour le club espagnol de CD Zamarat. Après une première saison à 7,7 points, 3,0 rebonds et 2,4 passes décisives, elle signe pour une seconde saison avec le club espagnol.

## Équipe nationale
Elle dispute les qualifications du championnat d’Europe 2013 avec des statistiques de 6,9 points et 2,8 rebonds de moyenne en huit rencontres.